# Hit the Floor
Hit the Floor è un singolo della cantante norvegese Kine Ludvigsen, pubblicato nel 2004 su etichetta discografica RCA Records e distribuito dalla BMG Norway come primo estratto dal suo sesto album in studio Free.

## Tracce
1. Hit the Floor – 3:38
2. Hit the Floor (Barcelona Nightlife Version) – 5:50

## Classifiche
| Classifica (2004) | Posizione massima |
| ----------------- | ----------------- |
| Norvegia          | 13                |